# Távollevők követe

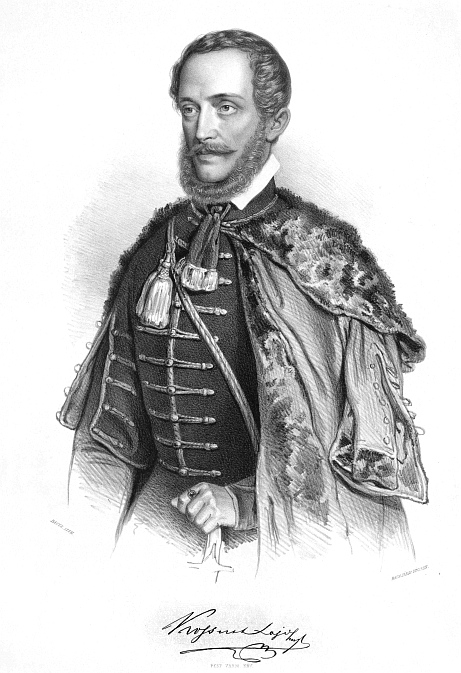
Kossuth Lajos távollevők követeként vett részt az 1832–36-os pozsonyi országgyűlésen

A távollevők követének (latinul absentium ablegatus) nevezték 1848-ig az országgyűlés felső táblájáról önszántukból távol maradó főrendeknek és a főúri özvegyeknek, árváknak a képviselőit, akik a két táblai rendszert véglegesen szervező 1608. évi koronázás utáni  I. törvénycikk szerint az alsótáblán a megyei követek és káptalanok után (a régi szokásnak megfelelően) ülést nyertek, s ott, amint a törvény mondja, érdemük és szavazatuk megadandó lett volna, ténylegesen azonban nem volt jelentőségük, sem tanácskozási, sem szavazati joguk nem volt. A távollevők követe a köznemesek közül nemesi rendből volt választható; egy-két személynél többet nem képviselhetett és igazolásául az illető főrendtől nyert megbízólevél szolgált. Az 1625. évi 62. törvénycikk 3. paragrafusa meghatározta, hogy a vármegyék és a meg nem jelenő mágnások csak birtokos nemeseket küldhetnek követül.
Kossuth Lajos is távollevők követeként vett részt az 1832–36-os pozsonyi országgyűlésen, amikor elfogadta Vécsey Pálnak, a zempléni reformellenzék egyik főrendi tagjának az ajánlatát.